# 9111 Matarazzo
9111 Matarazzo (1997 BD2) là một tiểu hành tinh vành đai chính được phát hiện ngày 28 tháng 1 năm 1997 bởi P. Sicoli và F. Manca ở Sormano.